# 何倬
何倬（1542年—1605年），字章夫，一字明夫，號淵泉，河南開封府杞縣人，匠籍，明朝政治人物、進士出身。

## 生平
隆庆四年（1570年）庚午科河南鄉試第四十七名，萬曆二年（1574年）登甲戌科會試第一百七十名，第三甲第一百八十六名進士。授山東德平縣知縣，八年六月考选監察御史，母亲去世丁憂。十五年正月疏请建储，不报。十六年巡按四川，十七年巡视京营，二十四年遷光禄寺少卿，二十五年七月升尚寶司卿，八月与大理寺寺副石九奏主考山西鄉試，二十七年四月升太僕寺添注少卿，三十二年七月升大理寺左少卿，三十三年卒，年六十四，三十三年五月賜祭一坛。

## 家族
曾祖父何聚；祖父何景隆；父何立賢，曾任倉大使。母劉氏。具庆下。兄仕，鎮西衛經歷；仁、位、佳。子何允中，繼子何允宜。侄子何允升，同科進士。